# José Severo Malabia
José Severo Feliciano Malabia (Chuquisaca, 1787 – Buenos Aires, 1849) fue un abogado y político argentino de origen altoperuano, miembro del Congreso de Tucumán, que declaró la Independencia argentina.

## Biografía
Se doctoró en jurisprudencia en la Universidad Mayor Real y Pontificia San Francisco Xavier de Chuquisaca y ejerció como abogado en esa ciudad. Apoyó la Revolución de Chuquisaca del 25 de mayo de 1809, por lo que tuvo que huir al ser esta derrotada. Ocupó cargos administrativos en la ciudad de Tupiza, en el extremo sur de la actual Bolivia. Regresó a su ciudad natal con el Ejército del Norte después de la batalla de Suipacha y fue asesor del cabildo. Permaneció en esa ciudad bajo las sucesivas administraciones independentistas y realistas.
En 1815, poco antes del desastre de Sipe Sipe, fue elegido diputado al Congreso de Tucumán, que se reunió en esa provincia a comienzos del año siguiente, después de la derrota independentista en el Alto Perú. Huyó hacia Tucumán y se incorporó a la misma.
Una de sus primeras actuaciones fue contra el diputado por Salta, coronel José Moldes, a quien acusó falsamente de cometer varios delitos, para impedir su incorporación al Congreso; Moldes podía ser una competidor importante contra el grupo porteño, e incluso era el candidato provinciano al cargo de Director Supremo.
Juró y firmó el acta de la Independencia el día 9 de julio de 1816. Era de tendencia monárquica, y defendió su ideología con tenacidad, hasta casi lograr que se coronara un rey en la actual Argentina.
Se trasladó con el congreso a Buenos Aires, y firmó la constitución unitaria de 1819. Después de la disolución del Congreso, en 1820, fue acusado de haber apoyado el intento de coronar en las Provincias Unidas al Príncipe de Luca. Se unió al grupo unitario de Bernardino Rivadavia, y fue diputado provincial de la provincia de Buenos Aires, ejerciendo como secretario de la Sala.
En 1823 fue enviado por Rivadavia como secretario del embajador ante el virrey del Perú, general Juan Gregorio de Las Heras. Tras el fracaso de esta misión volvió a ejercer como secretario de otra misión diplomática ante el gobierno de la República de Bolívar, dirigida por Carlos María de Alvear, para intentar recuperar la provincia de Tarija. Boicoteó la misión, ayudando a que esa provincia siguiera perteneciendo a Bolivia.
Se radicó por un tiempo en Charcas, donde ocupó varios cargos oficiales. Más tarde regresó a Buenos Aires como embajador de Bolivia, pasando después a actuar en la política local. Por su oposición al gobernador Juan Manuel de Rosas se vio obligado a exiliarse un tiempo en Montevideo. Pasó a Lima, donde fue embajador boliviano ante el gobierno del Perú, y luego fue ministro de la Suprema Corte de Justicia boliviana.
Huyó de regreso a Buenos Aires en tiempos del dictador Andrés de Santa Cruz y se radicó en esa ciudad —con permiso de Rosas— hasta su muerte.
Llevan su nombre calles de varias ciudades argentinas, como Buenos Aires, Mendoza y San Miguel de Tucumán, como así también una estación del Subte de Buenos Aires.